# Prefo

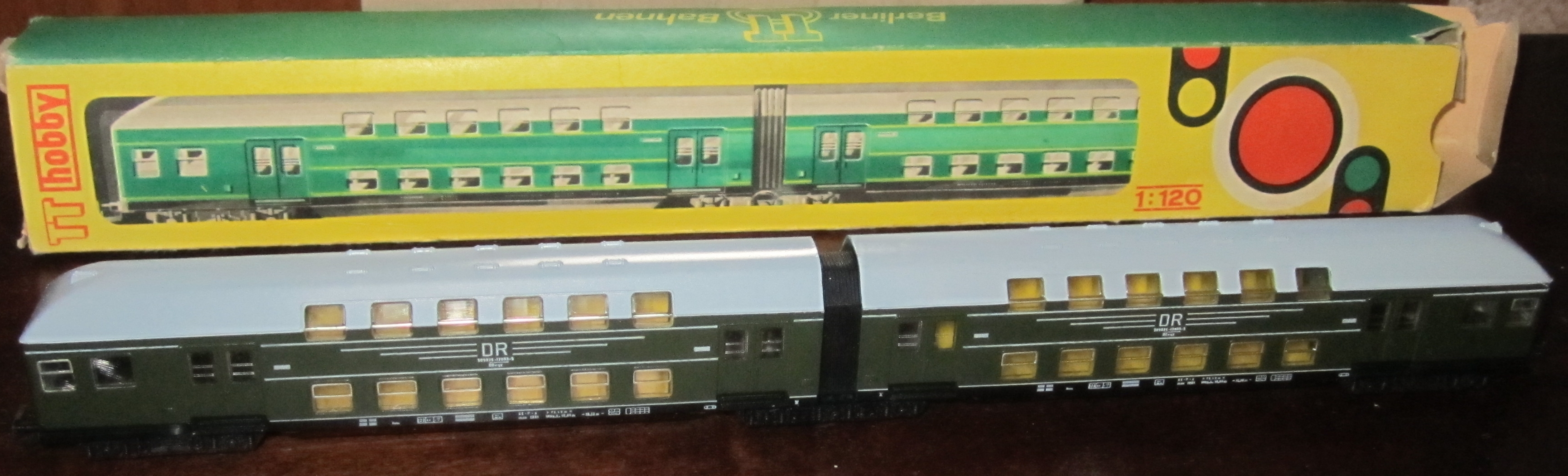
Wagon piętrowy produkcji Zeuke opracowany przez Prefo.

Prefo – niemieckie przedsiębiorstwo produkujące modele kolejowe w skali H0.

## Historia
Przedsiębiorstwo Prefo było jednym z pierwszych firm produkujących modele kolejowe w NRD. W toku nacjonalizacji prywatnych przedsiębiorstw zakład Prefo został przyłączony do przedsiębiorstwa Schicht, które produkowało modele kolejowe. Przedsiębiorstwo zostało przejęte przez PIKO Modellbahn. Po zjednoczeniu Niemiec przedsiębiorstwo VEB Prefo zostało zakupione przez zakład Sachsenmodelle.